# Marburgfeber
Marburgfeber eller Marburg hæmoragisk feber (MHF) er en infektionssygdom forårsaget af Marburgvirus (MARV). Sygdommen er i familie med Ebolafeber, da begge de sygdomsfremkaldende vira er filovirus, og de begge hører til en større gruppe af viral hæmoragiske febersygdomme som også indeholder for eksempel gul feber, Denguefeber og Lassafeber. Marburgfeber smitter ved tæt kontakt mellem mennesker. 
Der har været udbrud af Marburgfeber i Europa (Marburg og Frankfurt, Tyskland og i Beograd, Jugoslavien) 1967, i Sydafrika 1975, i Kenya 1980, 1987, i Den Demokratiske Republik Congo 1998-2000 og i Angola 2004-2005, hvor den først ramte den nordlige Uíge-provins og siden hovedstaden Luanda. Den 27 marts 2005 var der rapporteret 121 døde fra udbruddet i Angola.
Der er i øjeblikket ingen vaccination i brug, men i juni 2005 rapporteredes om canadiske dyreforsøg med makakaber hvor en vaccine gjorde makakaberne modstandsdygtige overfor marburgfeber og ebolafeber.